# (20061) 1993 QS1
1993 كيو أس 1 (ويعرف أيضًا باسم (20061) 1993 كيو أس 1 وفق تسمية الكوكب الصغير) (بالإنجليزية: 1993 QS1)‏ هو كويكب ضمن حزام الكويكبات؛ وترتيبه 20061 من حيث الاكتشاف.
اكتُشف هذا الجُرم الفلكي بواسطة إيريك والتر إلست في 16 أغسطس 1993.

## وصلات خارجية
- (20061) 1993 QS1 في قاعدة بيانات مختبر الدفع النفاث لأجرام النظام الشمسي الصغيرة

- الاكتشاف · مخطط المدار ·  العناصر المدارية · المعلمات المادية

- (20061) 1993 QS1 على موقع ويكي سكاي: DSS2, SDSS, GALEX, IRAS, Hydrogen α, X-Ray, Astrophoto, Sky Map, Articles and images